# 久保友之
久保 友之（くぼ ともゆき、1937年2月20日 - 2023年7月7日）は、高知県室戸市出身のプロ野球選手・プロ野球審判員である。

## 来歴・人物
1957年に高知県立室戸高等学校を卒業後大阪タイガースに入団したが一軍経験のないまま3年で退団。選手時代の背番号は36。その後サラリーマン生活を送っていたが、野球への情熱が忘れ去られず審判になることを決意。1970年テストを受けてセントラル・リーグ審判となり関西審判部に所属。1996年まで審判を務めた。
50代の時はインサイドプロテクターに変更した。
審判員袖番号は11（1988年初採用から1996年引退まで、2004年から吉本文弘が44から変更して継承。）
その後はプロ野球マスターズリーグで審判をつとめるほか、少年野球教室の指導などをしていた。
2023年7月7日死去。86歳没。

## 詳細情報

### 年度別投手成績
- 一軍公式戦出場なし

### 背番号
- 36 （1957年 - 1959年）

## 審判出場記録
- 初出場：1973年4月14日、阪神タイガース対大洋ホエールズ1回戦（阪神甲子園球場） - 右翼外審として
- 出場試合数：1802試合
- オールスター出場：3回（1984年、1988年、1992年）
- 日本シリーズ出場：なし

（記録は2022年シーズン終了時）